# أندريس أرانغو
أندريس أرانغو هو لاعب كرة قدم كندي، ولد في 23 يوليو 1983 في ميديلين في كولومبيا. شارك مع منتخب كندا تحت 17 سنة لكرة القدم. أما مع النوادي، فقد لعب مع Tampa Bay Rowdies ‏.